# طبقه‌بندی بلوم

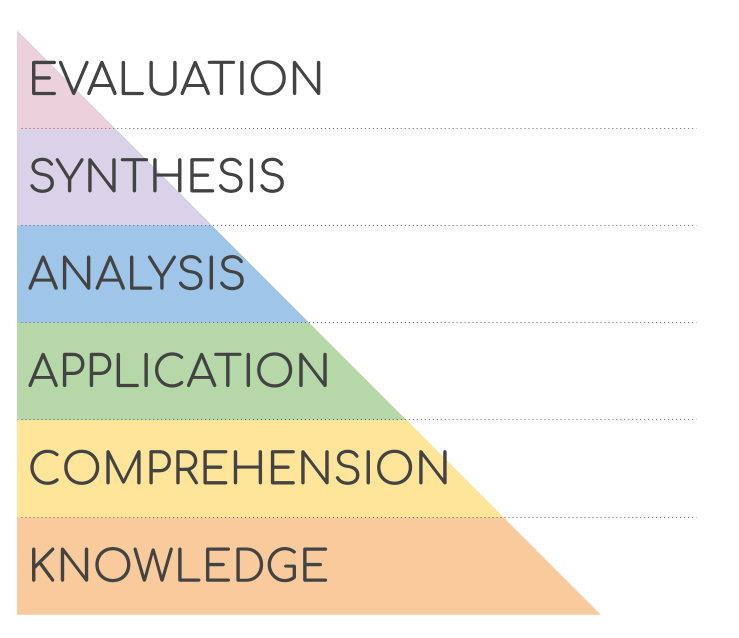
طبقه‌بندی بلوم

طبقه‌بندی بلوم (به انگلیسی: Bloom's taxonomy) مجموعه‌ای از سه مدل هرمی است که برای طبقه‌بندی اهداف آموزشی به سطوح پیچیدگی و ویژگی استفاده می‌شود. این سه فهرست، اهداف یادگیری را در حوزه‌های شناختی، عاطفی و روانی حرکتی پوشش می‌دهند. فهرست حوزه‌شناختی کانون اصلی اکثر آموزش‌های سنتی بوده‌است و اغلب برای ساختار اهداف یادگیری برنامه درسی، ارزیابی‌ها و فعالیت‌ها استفاده می‌شود.
این مدل‌ها به افتخار بنجامین بلوم، که ریاست کمیته مربیانی را که طبقه‌بندی را طراحی کردند، نام‌گذاری شدند. او همچنین جلد نخست متن استاندارد، طبقه‌بندی اهداف آموزشی: رده‌بندی اهداف آموزشی را ویرایش کرد.

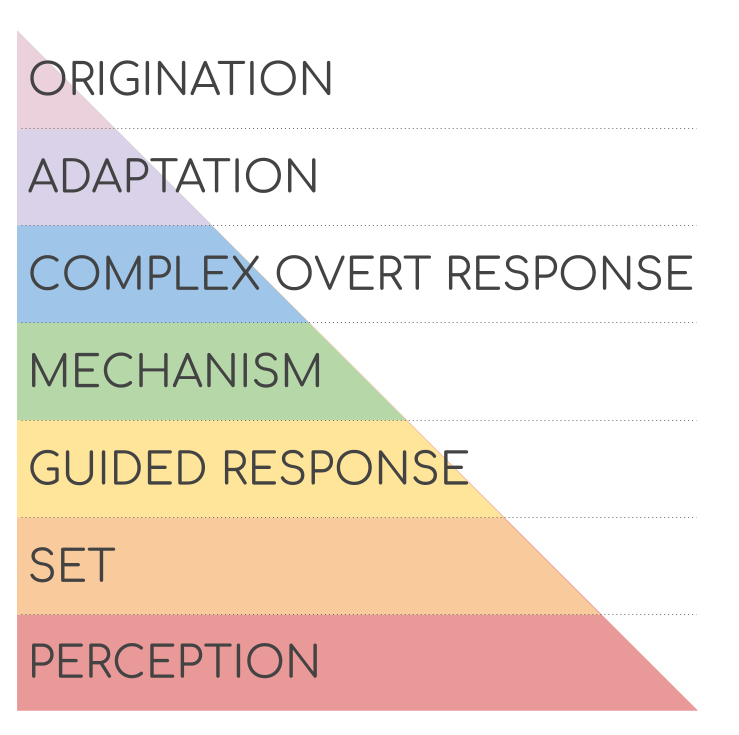
هرم داربستی از حوزه روانی حرکتی مرتبط با یادگیری